# أوليمبيا (مدينة)
أوليمبيا هي مدينة وموقع هيكل إغريقي قديم في أقصى جنوب اليونان. وهذه المدينة ظهرت بها الألعاب الأوليمبية عام 776ق.م عندما عقدت أول دورة أولمبية. وكانت هذه السنة بداية التقويم الإغريقي. وكان بها معبد زيوس أوليمبس وهيرا وغيرهما من الآلهة. وهيبدروم لسباق الخيل والعجلات وإستاد لإقامة المباريات الأولمبية في الملاكمة وسباق العدو والمصارعة ورمي الرمح والجري وسباق الخيل ورمي القرص والقفز والعجلات. وكانت تقام بها دورات المباريات الأوليمبية كل 4 سنوات وتستمر 5 أيام. وكان يطلق على الفترة بين كل دورتين أولمبياد. وكانت الدورة تقام عندما يكون القمر بدرا بعد الانقلاب الصيفي. وكانت النسوة ممنوعات من الاشتراك فيها أو حضورها. وكانت تبدأ أول يوم باحتفال والألعاب لمدة 3 أيام وفي اليوم الخامس كان يقام احتفال انتهاء الدورة. وكانت المسابقات قاصرة على الإغريق. ثم اشترك فيها الرومان. لكن هذه الدورات ألغاها الإمبراطور الروماني ثيودوسيوس الأول. لأن شعائرها تتعارض مع المسيحية ويعتقد أن الموقع يعود إلى النحات اليوناني فيدياس الذي صنع تمثال أثينا البرونزي في مدينة أثينا وتمثال زيوس في أولمبيا.

## أعلام
- فيدياس

## مصدر
- موسوعة حضارة العالم، أحمد محمد عوف.